# Skärkinds kontrakt
Skärkinds kontrakt var ett kontrakt i Linköpings stift inom Svenska kyrkan. Kontraktet förenades 1 juli 1940 med Bankekinds kontrakt och bildade Bankekinds och Skärkinds kontrakt. Skärkinds kontraktet var förenat mellan 1666 och 1724 med Bankekinds kontrakt.

## Administrativ historik
Församlingar i Skärkinds kontrakt.
- Lillkyrka församling Tillhörde kontraktet mellan 1593 och 1664.[2]
- Björsäters församling, fördes över 1787 från Bankekinds kontrakt.[2]
- Yxnerums församling
- Skärkinds församling
- Östra Ryds församling
- Gårdeby församling
- Gistads församling som 1932 överförs till Domprosteriet.

## Kontraktsprostar
Lista över kontraktsprostar.
| Ämbetstid | Namn                    | Levnadstid | Övrigt                              |
| --------- | ----------------------- | ---------- | ----------------------------------- |
| 1515      | Canutus Erici           |            | Kyrkoherde i Skärkinds församling.  |
| 1538      | Laurentius Petri        |            | Kyrkoherde i Skärkinds församling.  |
| 1593–1629 | Canutus Mauritii        | 1550–1629  | Kyrkoherde i Skärkinds församling.  |
| 1632–1650 | Joannes Erici           | 1574–1650  | Kyrkoherde i Skärkinds församling.  |
| 1651–1666 | Magnus Klingius         | 1612–1666  | Kyrkoherde i Skärkinds församling.  |
| 1724–1730 | Tobias Collander        | 1666–1730  | Kyrkoherde i Skärkinds församling.  |
| 1732–1737 | Petrus Millberg         | 1675–1737  | Andre teologie lektor i Linköping.  |
| 1737–1744 | Petrus Eriksson         | 1676–1744  | Kyrkoherde i Östra Ryds församling. |
| 1744–1749 | Petrus Broms            | 1693–1749  | Kyrkoherde i Östra Ryds församling. |
| 1751–1763 | Georg Fredric Berholtz  | 1707–1763  | Kyrkoherde i Skärkinds församling.  |
| 1763–1783 | Petrus Westelius        | 1708–1783  | Kyrkoherde i Östra Ryds församling. |
| 1783–1792 | Hans Hederström         | 1710–1792  | Kyrkoherde i Skärkinds församling.  |
| 1792–1826 | Jonas Fredric Carlström | 1745–1826  | Kyrkoherde i Gistads församling.    |
| 1826–1836 | Johan Daniel Gustafsson | 1764–1853  | Kyrkoherde i Östra Ryds församling. |
| 1836–1839 | Lars Gustaf Könsberg    | 1786–1854  | Kyrkoherde i Nykils församling.     |
| 1839–1876 | Anders Jacob Broman     | 1788–1878  | Kyrkoherde i Skärkinds församling.  |
| 1876–1878 | Petrus Hellvik          | 1805–1878  | Kyrkoherde i Gistads församling.    |
| 1878–1908 | Axel Broman             | 1825–1909  | Kyrkoherde i Skärkinds församling.  |
| 1908–1919 | Birger Frieberg         | 1850–1927  | Kyrkoherde i Östra Ryds församling. |
| 1928–1940 | Axel Klefbeck           | 1871–1942  | Kyrkoherde i Skärkinds församling.  |

## Kontraktsprostar för det gemensamma kontraktet, Bankekinds och Skärkinds kontrakt
| Ämbetstid | Namn                | Levnadstid | Övrigt                              |
| --------- | ------------------- | ---------- | ----------------------------------- |
| 1666-1692 | Ericus Ulff         | 1619-1701  | Kyrkoherde i Bankekinds församling. |
| 1692-1724 | Abrahamus Aschanius | 1632–1724  | Kyrkoherde i Askeby församling.     |